# Тускарора Тауншип (округ Бредфорд, Пенсільванія)
Тускарора Тауншип (англ. Tuscarora Township) — селище (англ. township) в США, в окрузі Бредфорд штату Пенсільванія. Населення — 1056 осіб (2020).

## Демографія
Згідно з переписом 2010 року, у селищі мешкала 1131 особа в 431 домогосподарстві у складі 325 родин. Було 508 помешкань
Расовий склад населення:
| - 97,4 % — білих - 0,4 % — чорних або афроамериканців - 0,3 % — корінних американців - 0,3 % — азіатів |

До двох чи більше рас належало 1,5 %. Частка іспаномовних становила 1,3 % від усіх жителів.
За віковим діапазоном населення розподілялося таким чином: 24,3 % — особи молодші 18 років, 57,8 % — особи у віці 18—64 років, 17,9 % — особи у віці 65 років та старші. Медіана віку мешканця становила 43,2 року. На 100 осіб жіночої статі у селищі припадало 95,7 чоловіків;  на 100 жінок у віці від 18 років та старших — 94,5 чоловіків також старших 18 років.
Середній дохід на одне домашнє господарство  становив 78 348 доларів США (медіана — 62 206), а середній дохід на одну сім'ю — 81 557 доларів (медіана — 63 188). Медіана доходів становила 44 519 доларів для чоловіків та 30 833 долари для жінок. За межею бідності перебувало 7,4 % осіб, у тому числі 17,0 % дітей у віці до 18 років та 1,1 % осіб у віці 65 років та старших.
Цивільне працевлаштоване населення становило 536 осіб. Основні галузі зайнятості: виробництво — 19,0 %, освіта, охорона здоров'я та соціальна допомога — 12,9 %, роздрібна торгівля — 11,6 %, будівництво — 10,8 %.